# Список керівників держав 53 року

## Європа
- Боспорська держава — цар Котіс I (до 63)
- володарка кельтського племені бригантів Картімандуя (43-69)
- правитель Дакії Скорило (29-68)
- Ірландія — верховний король Фіаху Фіннолах (до 55)
- вождь іценів — Прасутаг (47 — до 60)
- правитель корітанів Волісіос (до 60)
- Римська імперія
  - імператор Клавдій (41-54)
  - консули Децим Юній Сілан Торкват і Квінт Гатерій Антонін
- легат провінції Паннонія — до 68 невідомо
- легат Римської Британії Авл Дідій Галл (52-57)

## Азія
- Адіабена — Ізат II (34-55)
- Анурадхапура —  Яссалалака (до 60)
- Аріяка — раджа (цар) Нагапана Кшагарата (до 78)
- Велика Вірменія — цар Радаміст (51-55)
- Мала Вірменія — цар Котіс IX (38-54)
- цар Елімаїди Ород II (до 70)
- Іберійське царство — Фарсман I (до 58)
- Індо-парфянське царство (Маргіана) — цар Абдагаз (до 65)
- Китай — Династія Хань — Ґуан У (25-57)
- Когурьо — Мобон (до 53). По ньому - Тхеджохо (до 146)
- Коммагена — Антіох IV (38-72)
- Кушанська імперія — Кудзула Кадфіз (46-85)
- Набатейське царство — цар Маліку II (40—70/71)
- Осроена — цар Ману V (до 57)
- Пекче — ван Тару (29-77)
- Парфія — Вологез I (до 78)
- Царство Сатаваханів — магараджа Гауракрішна (31-56)
- Сілла — Юрі (23-57)
- Харакена  —Феонесій III (? — 52-53). По ньому - Аттамбел IV (до 64-65)
- шаньюй Хунну Хуханьє II (до 55)
- первосвященник Юдеї Ананія бен Недебай (47-59)
- прокуратор Юдеї Вентідій Куман (48-52). По ньому — Марк Антоній Фелікс (до 59)
- префект Римської Сирії Гай Уммідій Дурмій Квадрат (до 59-60)

## Африка
- Царство Куш — цар Аманітенмеміде (до 62)
- проконсул Римської Африки Тит Статілій Тавр (52-53)
- префект Римського Єгипту Луцій Лусій Гета (до 54)